# Nội chiến Inca
Nội chiến Inca, còn được gọi là Chiến tranh triều đại Inca, Chiến tranh kế vị Inca, hoặc, đôi khi Lưỡng huynh đệ chi chiến là một cuộc chiến giữa Huáscar và Atahualpa, hai người con trai của vị Inca quá cố Huayna Capac, nhằm tranh giành ngôi báu.:146–149 Cuộc chiến theo sau cái chết của Huayna Capac vào năm 1527, mặc dù không chính thức cho đến năm 1529, và kéo dài đến năm 1532. Huáscar khởi binh do ông cho mình là người kế thừa xứng đáng. Atahualpa với đội quân hùng mạnh do người cha để lại ở Quito trong cuộc bắc chinh lần trước, đã chứng tỏ ông vượt trội hơn hẳn người anh trai về mặt chiến thuật. Các nguồn sử liệu cho các ghi chép chi tiết khác nhau về cuộc chiến.

## Nguyên nhân

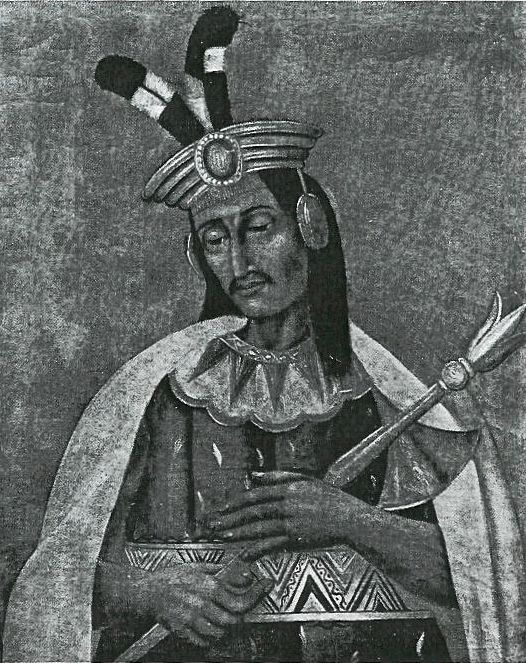
Hoàng đế Huáscar, đại bại dưới tay em trai của mình

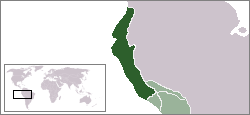
Lãnh thổ kiểm soát của Atahualpa. Tương đồng với tỉnh Chinchay Suyu của Đế quốc Inca.

Tới năm 1490, vị Sapa Inca Túpac Yupanqui đánh chiếm các vùng phía bắc là Ecuador ngày nay, tuy vậy, những cuộc nổi dậy liên tiếp của người bản địa vẫn diễn ra. Con trai và vị Sapa Inca kế tiếp tên Huayna Capac, vào khoảng năm 1515, huy động 40.000 chiến binh để đàn áp các cuộc bạo loạn tại đây, chủ yếu gần Quito, Tomepampa, Puná, Tumbes và Pastos. Ông mang theo hai người con trai là Ninan Cuyuchi và Atahualpa, với các tướng lĩnh tốt nhất của ông đi bắc phạt, để lại Huáscar (tên khác là Topa Cusi Huallpa) tại thủ đô Cusco cùng với ba quý tộc orejones, Hilaquita, Auqui Topa Inca và Tito Atau để trông coi việc xã tắc. Huayna Capac dành 10 năm cuối đời tại Tomepampa, quê hương của ông, làm trầm trọng thêm cuộc khủng hoảng trong tương lai.
Từ năm 1524-1526, Francisco Pizarro đem theo 62 kỵ binh và 106 bộ binh Tây Ban Nha đi thám hiểm Nam Mỹ. Bệnh đậu mùa từ đây mà được du nhập vào nội địa, gây bệnh dịch trên toàn cõi Inca. Sapa Inca Huayna Capac thân chinh lên bắc để điều tra về những kẻ lạ mặt này. Mặc dù chưa gặp mặt một người Tây Ban Nha nào, vị hoàng đế mắc bệnh đậu mùa và băng hà vào năm 1527. Trước khi chết, Huayna Cápac đã chỉ định Ninan Cuyochi làm người kế vị, nhưng vị hoàng tử cũng mắc bệnh và qua đời ở Tomepampa. Mặc dù một nhóm các curaca (quan lại người Incac) đã cố gắng giữ kín chuyện này, sự tình tuy vậy đã lọt vào tai Huáscar thông qua thân mẫu của ông, Raura Ocllo, người đã nhanh chóng đi từ Quito đến Cusco để báo tin này cho con. Bệnh dịch cũng đã giết chết hai trong số những orejones ở thủ đô, khiến Huáscar trở thành lựa chọn hợp lý nhất để nối ngôi,13 do ông là người Inca "thuần khiết" nhất, bởi vì cha mẹ ông, Huayna Capac và Chincha Ocllo, là anh em ruột. Ông cũng được giới quý tộc, giới tôn giáo và nhiều nhân vật chính tại Cusco ủng hộ.
Atahualpa lúc đó vẫn đang chinh chiến ở phương Bắc nên không được để ý. Một lý do nữa khiến Atahualpa không được coi là người xúng đáng đó là thân mẫu của Atahualpa, Paccha, không phải người hoàng gia (mặc dù sinh ra trong hoàng tộc Shyri) và là con gái của Cacha Shyri Duchicela, cựu thủ lĩnh chống đối cuộc bắc phạt của người Inca. Tuy vậy, Atahualpa được lòng của các vị tướng lĩnh mà ông đã sát cánh cùng nói riêng và của người dân phương bắc nói chung; các chỉ huy có ảnh hưởng và có khả năng nhất quyết định ở lại với ông tại Quito và Tomepampa.
Các nguồn khác cho rằng Huayna Cápac trên thực tế ưu tiên Ninan Cuyuchi rồi đến Huáscar, và không quan tâm đến Atahualpa; sau này khi ông bàn bạc lại với những người con lớn, ông đã quyết định cho Atahualpa làm curaca hoặc thống đốc của thành Quito.
Ở Cuzco, Chuquishuaman và Conono, anh em của Huáscar, mưu phản với ý định đưa Cusi Atauchi lên ngôi nhưng bất thành. Sự ngờ vực và chứng hoang tưởng trong Huáscar dần lớn lên. Khi xác ướp của Huayna Cápac được gửi trở về Cuzco, Huáscar đã rất tức giận vì phái đoàn không mang theo Atahualpa. Ông sát hại nhiều quý tộc Cusco chỉ vì nghi ngờ họ phản quốc.
Huáscar coi Atahualpa là mối đe dọa lớn nhất đối với quyền lực của ông, vì Atahualpa đã trải qua một thập kỷ chiến đấu bên cạnh cha mình và nhận được lòng trung thành của nhiều người. Huáscar không phản đối việc Atahualpa cai trị Quito vì tôn trọng mong muốn của người cha quá cố, nhưng với hai điều kiện: ông ta không được huy động chiến tranh mở rộng lãnh thổ, ông ta phải chấp nhận làm chư hầu của Cusco và phải nộp cống phẩm thường xuyên. Atahualpa chấp nhận.

## Diễn biến

### Atahualpa nổi dậy
Ngay sau khi Huáscar tuyên bố lên ngôi, ông bắt tất cả thần dân phải thề trung thành với ông. Atahualpa gửi những vị tướng đáng tin cậy nhất của ông đến Cuzco, cùng với những món quà xa xỉ bằng vàng và bạc (như thông lệ). Nghi ngờ, Huáscar khước từ món quà của Atahualpa. Cáo buộc Atahualpa tội làm loạn, Huáscar ra lệnh giết một số sứ giả, và gửi một vài người về ăn mặc như phụ nữ. Atahualpa tuyên chiến. Ngay trước khi người Tây Ban Nha đến Cajamarca, Atahualpa phái quân tới Cusco để bắt Huáscar.
Huáscar huy động binh lực chuẩn bị chiến tranh. Các tướng Chalcuchimac, Quizquiz và Rumiñawi, được cho là đã được sinh ra ở phương bắc, và do đó tạo phản và gia nhập phe Atahualpa. Atahualpa lúc này đã tập hợp quân đội đế quốc ở Quito, khu vực phía Bắc mà ông kiểm soát. Cũng chính tại nơi đây, Atahualpa lập thủ đô mới nơi người dân ủng hộ ông nhất.
Khi biết tin này, Huáscar bắc chinh và đột kích Tumebamba. Quân Cañari địa phương hỗ trợ cuộc tấn công này, nhằm trục xuất nguồn lực đế quốc gần nhất, với mục đích hất cẳng Inca ra khỏi khu vực này hoàn toàn. Atahualpa bị bắt và bị cầm tù. Trong khi quân Huáscar ăn mừng, họ say xỉn và cho phép một người phụ nữ vào gặp Atahualpa. Bà ta lẻn vào một công cụ giống cái khoan mà ông sử dụng tối hôm đó để đục một cái hố và trốn thoát. Ông ngay lập tức tập hợp binh lính tại Quito chuẩn bị phản công vào Tomepampa. Ulco Colla và Hualtopa (chính quyền Cuzco tại thành phố) tháo chạy đem theo hầu hết thanh niên trai tráng để gia nhập quân của Huáscar, bỏ lại phụ nữ và trẻ con trong thành sau đó bị tàn sát bởi quân Atahualpa.
Trong cuộc hành quân tới Caxabamba, Atahualpa hạ lệnh hủy diệt tất cả các thị trấn và bộ lạc đã liên minh với Huáscar. Một thời gian ngắn trước cuộc tấn công Quito, Huáscar đã thu phục lòng trung thành của các thị trấn ở Tallán (của người tumbiz, punaeños, chimu, yunga, guayacundo và cañari). Atahualpa tàn phá tất cả mọi thứ trên đường tiến quân và đến Tumbes, nơi đa phần ủng hộ ông. Kuruka Chili Masag gia nhập quân của Atahualpa và đóng góp 12.000 binh sĩ và nhiều bè để chinh phục đảo Puná, nơi có 12.000 cư dân là kình địch của dân Tumbes và trung thành với Huáscar. Bảy cacique (tù trưởng) của hòn đảo, nổi bật trong số đó có Cotori và Tomala (sau này được rửa tội thành Francisco Tomala), nghênh chiến với 3.000 chiến binh trên bè. Những người dân đảo, vốn là những nhà hàng hải tinh nhuệ, đánh bại quân đội Inca vượt trội về số lượng. Quân Inca rút lui sau khi Atahualpa bị bắn một mũi tên vào chân. Ông được đưa đến Cajamarca để chữa lành vết thương trong suối nước nóng.
Sau đó, người đảo Puná đánh chiếm Tumbes, cướp bóc và thiêu rụi thành phố, bắt giữ khoảng 600 người trong đó có lính Quito và địa phương. Atahualpa lại phải rút về Quito để tổ chức lại lực lượng. Khi quân Atahualpa trở lại miền nam, punaeños chạy về đảo của họ, đem theo tù binh và chiến lợi phẩm. Sau này khi chính quyền Cuzco sụp đổ, dân đảo Puná đã thề trung thành với hoàng đế mới.

### Quân Cuzco tiến công

Những con đường Inca trong thời kì hoàng kim của Đế quốc.

Khoảng năm 1530, Huáscar phái Tướng Atoc cầm 30.000 quân ra bắc, gấp 3 lần lực lượng của Atahualpa.19 39 Các nguồn khác cho rằng Atahualpa có 40.000 quân, bao gồm lính trả công của cha ông và Huáscar chỉ có 30.000 quân đồn trú tại Tumepampa bao gồm lính cañari, lính palta và lính chaparra, cùng với 2.000 quân tinh nhuệ Cusco.40 Theo một nguồn khác, thành Tomepampa bị hủy diệt sau khi cuộc tiến công của Cusco bị đẩy lùi và sau chiến thắng ở Ambato, lực lượng của Atahualpa đã hành quân về phía nam, cố gắng chiếm đảo Puná với lực lượng khoảng 15.000 trên 700 bè nhưng bị đánh bại, mất 4.000 quân. 41
Khi còn ở Quito, Atahualpa tái tổ chức lực lượng, tập hợp các tướng Challcuchimac, Quizquiz, Rumiñahui và Ucumari mang quân xuống nam. Ông phái các điệp viên về phía nam để canh chừng quân đội của Atoc.42 Kế hoạch của phe Cusco là nhanh chóng chiếm Tomepampa và Quito. Các nhà sử học còn tranh cãi về địa điểm cuộc giao tranh đầu tiên; hầu hết đều đồng ý là nó diễn ra tại Chillopampa nơi phe Huáscar giành chiến thắng,42 nhưng nhà biên niên sử Miguel Cabello Balboa khẳng định trận chiến đầu tiên diễn ra tại Mullihambato và phe Atahualpa chiến thắng. Trong khi Pedro Cieza de León cho rằng chỉ có một trận chiến duy nhất, nơi Atahualpa chiến thắng.43
Quân Huáscar chiến thắng ở Chillopampa không bắt được Atahualpa, người theo dõi trận chiến từ một ngọn đồi với cận vệ. Theo các nguồn khác, Atahualpa lúc đó đang ở Quito và khi hay tin thất bại này, ông thân chinh xuống Latacunga, ra lệnh cho Tướng Challcuchimac ngừng rút lui và nghênh chiến với kẻ thù. 23
Với viện binh trong tay, Quizquiz và Challcuchimac chiến thắng trong trận thứ hai diễn ra tại Ambato 23 44 hoặc Mullihambato 43 hoặc Chimborazo. Dù gì đi chăng nữa, chiến dịch của Huáscar kết thúc trong thảm họa; curaca người cañari tên Ullco Colla và các tướng Atoc và Hango bị bắt và xử tử một cách tàn nhẫn. Theo một số sử liệu, họ bị đâm mù mắt và bỏ rơi, có nguồn cho rằng họ bị lột da để làm trống trận.43 Sọ của Atoc còn bị biến thành một chiếc cốc thếp vàng được dùng bởi Altahualpa.
Quân Atahualpa phản công từ Bắc vào Nam, và Huáscar bắt đầu lo lắng. Tương truyền rằng tại Huamachuco, Atahualpa đã hỏi huaca Catequil về tương lai của ông. Các nhà tiên tri dự đoán một "kết cục xấu" cho vị vua. Tức giận, Atahualpa tiến về phía huaca và đập nát sọ của vị linh mục bằng một cây trượng vàng. Sau đó, ông ra lệnh phá hủy ngôi đền và thiêu rụi nó.45
Huáscar bổ nhiệm một người anh em khác, Huanca Auqui, làm tướng quốc cùng với những orejones là Ahuapanti, Urco Huaranga và Inca Roca, bắc tiến với quân đội từ nhiều bộ lạc là kẻ thù phía bắc của Atahualpa. Về phần mình, Atahualpa đã ra lệnh cho Challcuchimac và Quizquiz đối đầu với Huáscar, trong khi Rumiñahui đóng quân ở Quito.43 Quân Cusco tấn công Tomepampa và Molleturo, nhưng bị đẩy lui cả hai lần.
Huanca Auqui chạy về Cusipampa và dựng thành cố thủ. Sau đó, ông đánh vào lãnh thổ bracamoros (các bộ lạc Amazon), đồng minh phe Atahualpa, mất 12.000 chiến binh. Cả hai đội quân sau đó đồng ý đình chiến.46 Huanca tuy vậy vi phạm hiệp ước và phát động một cuộc tấn công, nhưng bị Quizquiz đánh bại trong trận chiến đẫm máu tại Cusipampa; Những người sống sót chạy đến Cajamarca, đi qua Huancabamba.47
Sau chiến thắng này, Atahualpa tiếp tục nam tiến vào vùng đất của anh trai. Tàn quân Cusco đến Cajamarca để tái tổ chức, được chỉ huy bởi anh trai của Huáscar, Tướng Tito Atauchi, và chỉ huy trẻ Quilaco Yupanqui, cầm 10.000 chiến binh chachapoyas và nhiều quân Cañaris và Tallanes từ Piura.4 Lực lượng của Quizquiz chiếm Huancapampa và giao tranh với Tito Atauchi tại Cochahuaila (nằm giữa Huancabamba và Huambo); trận chiến rất khốc liệt và kéo dài đến cuối ngày; vào ban đêm cả hai lực lượng trở về trại của họ. Vào buổi sáng, quân Quito tấn công vào trại quân Chachapoyas, tàn sát hơn một nửa; phần còn lại trốn thoát, cùng với phần còn lại của quân Huascar, rút về cao nguyên Bombón (Pumpu).
Sau trận Cochahuaila, Atahualpa chiếm đóng Cajamarca.4 Húascar đã mất 7.000 binh sĩ.53 Khi Atahualpistas tới cao nguyên, họ phải chiến đấu ba ngày để giành vị trí của địch.51 Hậu quân Cusco cố thủ để đại quân Húascar có thể rút lui. 44 Tướng Huanca Auqui bố trí lực lượng tại Hatun Xauxa (Hatunjauja); gần đó, ở Yanamarca,23 để đối đầu với quân Quito. Cả hai bên chiến đấu để giành quyền kiểm soát sông Hatun Mayu (Mantaro) chiến lược. Vào lúc chạng vạng, quân Cusco rút về bờ phải dòng sông và quân Quito dựng trại tại Saya de Hatunjauja hoặc Xauxa. Atahualpa nhận được sự hỗ trợ từ tù trưởng địa phương tên Manco Surichaqui. 44
Để giúp đỡ quân Huascar, Tướng Mayta Yupanqui được cử đi từ Cuzco, cầm quân của giới quý tộc ở thành Cusco. Vị tướng này, nhân danh Sapa Inca Huáscar, khiển trách gay gắt Huanca Auqui vì sự bất tài của ông trong cuộc chiến. Điều này đã gây ra lục đục trong nội bộ quân Huascar. Huanca Auqui, thay vì phối hợp với Mayta Yupanqui, hỏi bói thần Pachacámac trong một ngôi đền. Một nhà tiên tri dự đoán rằng ông sẽ thành công ở Vilcas, trong khu vực hiện tại của Ayacucho. 54
Bất chấp lời sấm đó, quân Huascar vẫn liên tiếp chịu thất bại. Khoảng 2.000 cư dân của thành Cusco, dưới sự chỉ huy của Mayta Yupanqui, được huy động để bảo vệ cây cầu bắc qua sông Angoyaco (ngày nay là Izcuchaca), còn tướng Huanca Auqui đánh lên Vilcas (Ayacucho). Người dân thành Cusco cầm cự hơn một tháng;44 nhưng buộc phải rút xuống nam, bị đánh bại ở Vilcas.

### Cuộc càn quét cuối cùng
Khoảng năm 1532, quân Quito đã chiếm phần lớn lãnh thổ hiện là Peru. Những thất bại liên tục khiến Huáscar trở nên lo lắng. Cusco đã bắt đầu cạn kiệt nguồn lực, đôi khi phải gửi cả linh mục và giáo sĩ ra làm tướng.56 Huáscar hạ lệnh cho quân chia làm ba đạo về cố thủ Cusco. Đạo quân thứ nhất do chính vị hoàng đế chỉ huy, cùng với orejones Hurin Cusco, và quân cañaris cùng chachapoyas bảo vệ thủ đô. Đạo thứ hai, được chỉ huy bởi Uampa Yupanqui, được huy động đến Cotabambas, nơi địch chiếm đóng. Đạo thứ ba, dưới sự chỉ huy của Huanca Auqui, có nhiệm vụ trinh sát kẻ thù và phục kích chúng khi có cơ hội. 57 Trong khi các tướng miền bắc, Challcuchimac và Quizquiz băng qua sông Cotabamba cùng với binh lính của họ
Đạo quân của Uampa Yupanqui chạm trán quân phương Bắc ở Huanacopampa (huyện Tambopata, tỉnh Cotabambas, vùng Apurímac). Huáscar cũng ra lệnh cho tất cả lực lượng tấn công kẻ thù. Tướng Tomay Rima của phương Bắc tử trận. Quân Altahualpa tháo chạy về một ngọn đồi trong đêm. Thấy rằng nơi này được bao quanh bởi cỏ khô, quân Cusco cho đốt cánh đồng khiến quân Altahualpa chết cháy hàng loạt. Hai vị tướng phe Cusco là Tito Atauchi và Topa Atao nổi bật trong trận chiến. Những kẻ còn sống lại chạy về bên kia sông Cotabamba, nhưng Huáscar đã quyết định sai lầm khi không truy sát chúng.57
Ngày hôm sau, Huáscar mới ra lệnh cho Tướng Topa Atao băng qua sông và đuổi theo kẻ thù. Topa Atao đến Chontacajas,23 nơi ông gặp quân Atahualpa, bị đánh bại và bị bắt. Sau đó, Challcuchimac đã ra lệnh cho Quizquiz bí mật đưa quân vòng qua địch và tới Quipaipan, đằng sau vị trí của Huáscar. Quân Huascar đang đóng tại tiền đồn của Topa Atao, bị bất ngờ bèn khẩn trương đưa quân lên bắc. Nhưng Challcuchimac chặn đường tiến quân và bắt được Huáscar. Về phần mình, Challcuchimac còn đến Huanacopampa, cải trang thành Huáscar. Quân của Huáscar thấy vậy liền ra đón tiếp vị hoàng đế và ném vũ khí xuống đất, quân Huáscar chiếm được vị trí mà không đổ một giọt máu và bắt được tướng Tito Atauchi tại đây. 57

## Kết cục

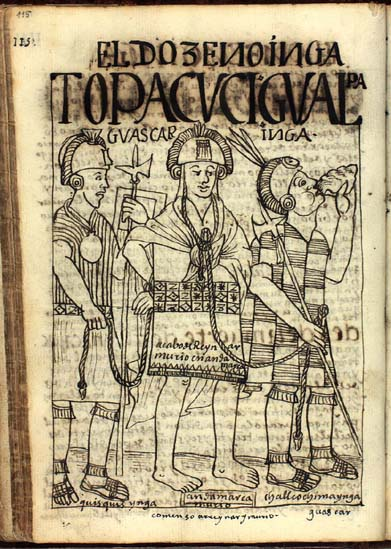
Huáscar bị giải đi bởi Quizquiz và Chalcuchímac. Vẽ bởi Guamán Poma de Ayala.

Sau khi Huáscar bị bắt, Chalcuchimac và Quizquiz giải ông đến Cuzco, buộc ông chứng kiến cảnh thân nhân bị thảm sát. Atahualpa khi biết tin thủ đô đã bị chiếm, cho dựng cột dọc đường tới Huchuy Qosqo và treo cổ các phi tần của Huáscar lên đó. Những người đang mang thai thì bị mổ bụng, và thai nhi bị treo cùng họ. Và rồi, đến lượt các con trai của ông ta và người thân ủng hộ ông. Vài người thê thiếp chưa mang thai hoặc chưa đẻ người con nào cho Huáscar được tha mạng và bị giam cầm để sau này phục vụ vị tân Sapa Inca. Huáscar bị sỉ nhục, bị bắt phải ăn phân người trong tù. Ông bị xử tử năm 40 tuổi, có lẽ bị ném xuống vực thẳm, cũng có người nói ông bị dìm chết ở sông Negromayo tại Andamarca (tỉnh Lucanas ở Ayacucho), theo lệnh của Atahualpa khi đang bị cầm tù bởi quân Tây Ban Nha.59
Altahualpa rời đến Cajamarca để gặp "những người đàn ông có râu kỳ lạ" mà người đưa tin của ông đề cập. Trong khi đó, tướng Challcuchimac đi đàn áp những nơi vẫn trung thành với Huáscar, hầu hết là các bộ lạc rừng rậm. Quân của Quizquiz đốt xác ướp của Tupac Yupanqui, vì ông là người đã chinh phục họ.
Thương vong dao động từ 60.000 đến 1.100.000. Theo như nhà biên niên sử Inca Garcilaso de la Vega, chỉ riêng trận Hatun Xauxa đã có 150.000 thương vong ở cả hai phe.
Tộc canari là một bị ảnh hưởng nặng nề nhất, 50-60.000 người chết ở Tumipampa và hầu hết đàn ông bị tàn sát trong cuộc chiến chống lại Atahualpa.. Các ước tính khác chỉ ra khi người Tây Ban Nha đến, chỉ còn 12.000 người sống sót, đây là lý do họ ủng hộ những kẻ chinh phục Tây Ban Nha sau này.